# Alade Aminu
Abdul Alade Aminu Jimoh (Atlanta, 14 settembre 1987) è un ex cestista statunitense con cittadinanza nigeriana.

## Caratteristiche tecniche
Lungo atletico ed agile, ha terminato la carriera al college come sesto miglior stoppatore di sempre di Georgia Tech.

## Carriera
Con la Nigeria ha disputato due edizioni dei Giochi olimpici (Londra 2012, Rio de Janeiro 2016) e due dei Campionati africani (2013, 2015).

## Curiosità
È di stirpe regale nigeriana.
Il fratello Al-Farouq è a sua volta un cestista.

## Palmarès

### Squadra
- Campionato francese: 1

Élan Chalon: 2011-12
- Coppa di Francia: 2

Élan Chalon: 2010-11, 2011-12
- Semaine des As: 1

Élan Chalon: 2012
- Match des Champions: 1

Nanterre: 2017

### Individuale
- All-NBDL Third Team (2010)